# Holzkohlelager (Furnace)
Das Holzkohlelager in Furnace war ein Lagergebäude der Eisenhütte der Duddon Furnace Company in der schottischen Ortschaft Furnace in der Council Area Argyll and Bute. 2004 wurde es in die schottischen Denkmallisten in der höchsten Kategorie A aufgenommen. Außerdem steht die Gesamtanlage als Scheduled Monument unter Denkmalschutz.

## Geschichte
Im Jahre 1755 verpachtete der Duke of Argyll ein Stück Land am Ufer des Meeresarmes Loch Fyne südlich von Inveraray an die aus der englischen Region Cumbria stammende Duddon Furnace Company. Auf dem Land befand sich bis dato nur ein Bauernhof namens Craleckin. Auf Grund des reichen Baumbestandes, der zur Holzkohleproduktion benötigt wurde, und der Uferlage, wurde der Standort als geeignet zum Betrieb einer Eisenhütte betrachtet. Noch im selben Jahr begannen die Arbeiten zur Errichtung der Hütte und das Werk nahm den Betrieb unter dem Namen Argyll Furnace Company auf. 1779 lebten bereits 33 Personen in der sich um das Werk bildenden Ortschaft Furnace. Nachdem der Pachtvertrag nach 57 Jahren 1812 ausgelaufen war, wurde das Werk trotz einer möglichen Verlängerung geschlossen und nahm den Betrieb nie mehr auf. Anhand von Kartenmaterial kann darauf geschlossen werden, dass das Dach des Holzkohlelagers in den folgenden Jahren einstürzte. 1880 wurde das Gebäude zu einer Arbeitshalle umfunktioniert.

## Beschreibung
Das aus Bruchstein bestehende Holzkohlelager weist einen rechteckigen Grundriss auf. Es ist an einen Hang gebaut, sodass es von der Rückseite ebenerdig befüllt werden kann, während an der Vorderseite die ebenfalls ebenerdige Materialentnahme möglich ist. Nach Nordwesten sind vier Fensteröffnungen in das Mauerwerk eingelassen; in südöstlicher Richtung sind es zwei. Da für den Betrieb eines Kohlelagers keine Fenster vonnöten sind, wurden diese wahrscheinlich beim Umbau zur Lagerhalle eingefügt. Das Gebäude schließt mit einem Tonnendach aus Blech ab.  Auf einer älteren Karte ist noch ein kleines Nebengebäude im Südosten verzeichnet, welches heute jedoch nicht mehr vorhanden ist.